# Agabus sturmii
Espèce
Agabus sturmii est une espèce d'insectes de l'ordre des coléoptères, de la famille des dytiscidés.